# ストラード・フォン・ザロヴィッチ
ストラード・フォン・ザロヴィッチ伯爵（Count Strahd von Zarovich）は、ファンタジー・ロールプレイングゲーム『ダンジョンズ&ドラゴンズ』（D&D）のキャンペーン・セッティング「レイブンロフト」に登場する架空のキャラクター。
D&Dの歴史において、初の確固たる個性や物語を持った悪役とされている。当初は、アドバンスト・ダンジョンズ&ドラゴンズ（AD&D）のアドベンチャー・モジュール『I6: Ravenloft』の悪役として登場した。その後、このキャラクターと彼の世界は後続のモジュールや小説、そしてレイヴンロフト・キャンペーン・セッティングで探求されることになる。このセッティングの中で、ストラードはレイヴンロフトのダークロードの中で最初にして最もよく知られた存在である。彼は強力な古代のヴァンパイア（吸血鬼）である。また、死霊術の使い手であり、熟練した戦士であり、バロヴィア領の揺るぎない支配者でもある。

## 創作
1978年、トレイシー・ヒックマンと妻のローラは、後にD&Dのモジュール『Pharaoh』と『Ravenloft』として出版されるアドベンチャーを執筆した。ストラードはヒックマン夫妻によって、「トレイシーがD&Dのがっかりしたセッションから帰宅した後」に作られた。D&D初版の頃はストーリーテリングのあるゲームではなく、方眼紙にランダムなダンジョンを描き、中にいるクリーチャーと戦ってゴールドと経験点を稼ぐというものだった。そのランダムな部屋の一つにヴァンパイアがおり、トレイシーはすぐに気になった。なぜヴァンパイアのようなクリーチャーが、ウーズやゴブリンやゾンビがいるダンジョンにただいるのか、彼には理解できなかった。そこで彼と妻は、動機と歴史に肉付けされたヴァンパイアの悪役を作ることにした。ヒックマン夫妻が『Ravenloft』の制作に取りかかった時、ヴァンパイアのアーキタイプが使い古され、陳腐で平凡になっていると感じ、モジュール用にこのクリーチャーの恐ろしいヴァージョンを作ることに決めた。彼らは『Vampyr』というタイトルのアドベンチャーを、5年間毎年ハロウィンの度に、自分たちのゲームシステムでプレイヤーたちとプレイテストを行った。しかし、ヒックマン夫妻は"レイヴンロフト・ゲーム"について聞かれ続けたため、「レイヴンロフト」という名前が定着した。二人はやがてD&Dの元の出版社の目に留まった。彼らはこのゲームをAD&D第1版に適合させるために雇われ、1983年にTSRからモジュール『I6: Ravenloft』として発売された。
ストラードを創作する際、ヒックマン夫妻の吸血鬼研究は、ブラム・ストーカーの『吸血鬼ドラキュラ』（1897）、ジョン・ポリドリの『吸血鬼』（1819）、メアリー・シェリーの『フランケンシュタイン』（1818）といった古典を探求する前に、『魔人ドラキュラ』（1931）でのベラ・ルゴシのイメージから始まった。ヒックマン夫妻が発見したのは、「このジャンルの最初期のロマンチックな吸血鬼は、単なる配偶者強奪者ではなく、配偶者殺人者であり、最悪な部類の破壊的共依存による虐待の原型である」ということだった。2016年にトレイシー・ヒックマンは、「ストラードは吸血鬼伝承のルーツから直接やってきた。現代のヴァンパイアの起源は、女性を『青ひげ』の原型から遠ざけるように警告する、女性的な訓話から生まれた。彼を適切に構築するためには、これを理解することが不可欠だった」と述べている。

## 出版の歴史

### AD&D第1版
アドベンチャー・モジュール『I6：Ravenloft』（1983）では、ストラード・フォン・ザロヴィッチが登場し、プレイヤー・キャラクターがバロヴィアの若い女性Ireena Kolyanaを助け、「悪魔ストラード」が何世代にもわたって目をかけてきた、多くの人々の恐ろしい運命から逃れるために奮闘する。舞台はレイヴンロフト城だけでなく、近隣のバロヴィア村や、吸血鬼と一種の同盟を結んだMadame Eva率いるジプシーのキャンプも含まれる。冒険の過程で、プレイヤーはストラードのバックストーリーを知り、Ireena自身がTatyanaの生まれ変わりであることを知る機会がある。ストラードは、AD&Dのゲームシステムで初めて登場した、真によく練られた悪役として注目されており、自らの邪悪な目的のために、出来事の流れを変えることすら可能な存在である。
『Ravenloft』はすぐに人気となり、続編が製作されるには十分であった。1986年には続編『I10: Ravenloft II: The House on Gryphon Hill』が製作され、再びストラードが悪役の中心に据えられた。Mordentshireの静かな海辺の町を舞台にしたこのアドベンチャーのプレイヤーは、2人のストラードと対峙することになる。『Ravenloft』に登場した怪物的なヴァンパイアと、錬金術師として知られるごく人間的な相手である。『Designers & Dragons』の著者であるシャノン・アペルクラインは、このモジュールにおけるストラードの復活など、連続性が混乱していることを強調し、「オリジナルの『Ravenloft』は夢だったのかもしれない。あるいはこれがそうなのかもしれない。あるいは別の現実かもしれない。それらを1つの年表にまとめることは不可能に思える」と述べている。さらに、「オリジナルの『Ravenloft』は、最近登場したストラードの背景として好まれている」としている。
『Ravenloft II』のプロットでは、プレイヤーはMordentshireを苦しめているヴァンパイアの脅威の正体を突き止め、クリーチャーの秘密の正体を知って彼を滅ぼす必要がある。ストラード・フォン・ザロヴィッチの本来の性質や歴史については、冒険の過程で特筆すべきことは何も追加されていないが、リッチであるAzalinを含む重要度の低いキャラクターが本書で初登場している。

### AD&D第2版
『Ravenloft II』はオリジナルのような幅広い賞賛を得ることはできなかったが、レイヴンロフト現象はTSR社にとって十分であることを証明し、1990年にリリースされた新しい製品シリーズ、『Ravenloft: Realm of Terror』の中心にストラード・フォン・ザロヴィッチを据えた。これはレイヴンロフトのゴシック・ホラーをテーマとしたキャンペーン・セッティングである。レイヴンロフトの顔となった後、ストラードはD&Dに登場する最も人気のある悪役の一人となった。ゲームデザイナーのリック・スワンは、ストラードについて「比類なき狡猾さを持つ高位の死霊術師であるストラードは、ホラーで最も記憶に残る吸血鬼の一人としてドラキュラ伯爵と肩を並べている」とコメントしている。『Realm of Terror』のデザイナーはキャンペーンの雰囲気を重視することに決め、その結果レイヴンロフトの舞台は「恐怖の擬似次元界（demiplane of dread）」となった。この擬似次元界は、"2つのレイヴンロフト”モジュールに登場するバロヴィアとMordentの土地を含む、多くの恐ろしい土地を含むようになった。オリジナルのレイヴンロフトに登場したストラードのバックストーリーは、恐怖の擬似次元界であるレイヴンロフトがどのようにして生まれたか、というストーリーにまで組み込まれた。
1991年、ストラードは2つの小説の主人公となった。『Vampire of the Mists』と『Knight of the Black Rose』である。彼の公式な "自伝"は、P・N・エルロッドによる2つの小説で紹介されている。『I, Strahd: The Memoirs of a Vampire』 (1993)と、『I, Strahd, the War Against Azalin』(1998)である。ストラード・フォン・ザロヴィッチのキャラクターには、エルロッドがLiveJournalの個人ブログで言及しているように、かつて放送されたアメリカのソープオペラ『Dark Shadows』（1966～1971）に登場する架空の吸血鬼「バーナバス・コリンズ」と多くの類似点がある。
ストラードは新しいキャンペーン・セッティングを舞台にした複数のアドベンチャー・モジュールに登場し、「the Grand Conjunction sequence」の最後のアドベンチャーである『RQ3: From the Shadows』(1992)と『RM1: Roots of Evil』(1993)で特に注目を集めた。『Roots of Evil』では、ストラードの背景に、彼が"遠い昔に契約を交わした"アルカナロス「Inajira」の登場など、さらなる詳細が追加された。10作目のレイヴンロフト・アドベンチャーである『RM4: House of Strahd』 (1993)は、オリジナルのレイヴンロフト・モジュールに以下の改訂を加えたものであった。AD&D第2版ルールセットに更新され、バロヴィアの伝承がキャンペーン設定の伝承と一致するようになり、ストラードは"ダークロードとしての地位を反映するため"より強化された。
1994年、ストラードは『Ravenloft: Realm of Terror』（1990）ボックスセットの改訂版である、第2版『Ravenloft Campaign Setting』ボックスセットで再登場した。ストラードは、DreamForge Intertainmentのコンピュータゲーム『Ravenloft: Strahd's Possession』（1994）のメインキャラクターとして登場する。また、PlayStationのゲーム『Iron & Blood: Warriors of Ravenloft』（1996）にも登場し、シークレットコードによってプレイアブルキャラクターとしてアンロックできる。

### D&D第3版と3.5版
2001年、White Wolf社はD&D第3版の『Ravenloft Campaign Setting』を出版し、ストラードの歴史に関する詳細な年表を掲載した。『ドラゴン』#315 (2004年1月)は、第3版のストラードのデータ・ブロックを掲載した。『Expedition to Castle Ravenloft』 (2006) は、レイヴンロフトの出版ライセンスがウィザーズ・オブ・ザ・コーストに戻った後に発売された。このオリジナル『Ravenloft』モジュールの3.5版アップデートでは、ストラードが第1章で前面に押し出されている。

### D&D第4版
2010年、ストラードは『Castle Ravenloft Board Game』でボードゲームデビューを果たした。Gen Con 2010でレイヴンロフト・セッティングの第4版アップデートが発表されたが、製品は発売されなかった。ストラードの登場は公式雑誌の記事に限られており、『ダンジョン』#207「Fair Barovia」（2012年10月）や『ドラゴン』#416「History Check: Strahd and Van Richten」（2012年10月号）などがある。

### D&D第5版
ストラードは、2016年のD&D第5版のアドベンチャー・モジュール『Curse of Strahd』で主要な悪役として戻ってきた。モジュールの悪役としてのストラードの役割について、クリス・パーキンスはこう語っている。「ゴシック・ホラー小説では、悪役の苦悩はしばしば自業自得である。[中略]彼は悪質なナルシシズムに囚われた悪質なナルシシストであり、永遠に孤独で、永遠に恐れられ、変わることができない。救いようがないため、彼は滅ぼされなければならない。[中略]ホラー小説では、悪役は非人間性を擬人化したような枠にはめられ、しばしば訓話として機能する。他のファンタジーの悪役は通常、そのような恐ろしい現実を背負っていない。」
このモジュールの開発過程について、パーキンスは「ヒックマン夫妻は、オリジナルの『Ravenloft』のアドベンチャーに描かれているストラードとは異なるイメージを思い描いていた。彼らのイメージはベラ・レゴシ[ママ]の吸血鬼とはあまり一致しなかった。トレイシーは古いダゲレオタイプ（銀色の銅板に写された初期の写真）[ママ]を見つけ、それを参考にして新しい吸血鬼の姿を作り上げた」と語っている。トレイシー・ヒックマンが『Curse of Strahd』に取り組む際の目的の1つは「吸血鬼の伝承をそのルーツに戻すこと」であった。ヒックマンによれば「吸血鬼は、怪物について女性に警告し、それによって女性に力を与えるという、訓話における本来の役割から外れてしまった。ストラードは、根本的に利己的な、典型的な虐待モンスターだ。この物語は時代を超越しており、吸血鬼が登場する最近の有害で華やかなロマンスとは何の関係もない」という。ストラードはその後、ジム・ザブ著、マックス・ダンバーとネルソン・ダニエル作画によるリミテッドシリーズ・コミック『DUNGEONS & DRAGONS バルダーズゲートの伝説2 吸血鬼の影（Dungeons and Dragons: Shadows of the Vampire）』（2016）で悪役として登場する。
ストラードは、様々な恐怖の領域に焦点を当てたキャンペーン設定本である『Van Richten's Guide to Ravenloft』（2021）の、バロヴィアの項に収録されている。ただし、『Curse of Strahd』にあった彼のデータ・ブロックはこの本には収録されていない。その後、彼はデライラ・S・ドーソンによる小説『Ravenloft: Heir of Strahd』(2025)に登場する。これは、17年ぶりに出版されたレイヴンロフトの小説である。

## キャラクターの伝記
高貴な生まれのストラードは、人生の大半を善と法のために捧げ、とりわけ戦士として、また軍の指揮官として活躍した。しかし、そのような奉仕の年月は彼を苦しめ、中年に達する頃には、ストラードは自分の人生と若さを浪費したと考えるようになった。この暗い思いを抱えたまま、彼はバロヴィアと呼ばれる地域を征服し、「レイヴンロフト」として知られていた城を居城とし、そこの領主となった。この権力と安定を得た地位から、彼は弟のSergeiを含む「長い間、先祖代々の王座から遠ざかっていた」一族の者に、彼の下に集うよう呼びかけた。
この再会からしばらくして、伯爵はバロヴィアの若い女性Tatyanaと恋に落ちた。しかし、彼女は若いSergeiに惹かれ、彼の愛情を拒絶した。絶望と嫉妬に満たされ、セルゲイへの憎しみを募らせたストラードは、若返りの魔法を探し求めた。絶望的な思いに満たされた刹那、彼は"死と契約を結んだ - 血の契約を"。SergeiとTatyanaの結婚式の日、ストラードは弟を殺害し、Tatyanaに愛を告白したが、悲しみに打ちひしがれたTatyanaは彼の下から逃げ出し、レイヴンロフト城のバルコニーから身を投げて死んだ。ストラード自身も城の衛兵の矢に射たれた。それでも彼は死なず、ヴァンパイアとしてバロヴィアの地を支配した。その直後、レイヴンロフトの霧がストラードを恐怖の擬似次元界に引き寄せた。
ストラードのバックストーリーはさらに洗練され、未知の存在（ストラードは"死"だと主張する）との盟約の結果、知らない内にヴァンパイアとなっていた、ということになった。
ストラードはダークロードの中で最も長くその領地を支配してきたため、レイヴンロフトの仕組みに関する知識は他の追随を許さない。ストラードが自分の土地の境界を閉じると、毒の霧が発生し、そこを通り抜けようとする者を窒息させる。毒の霧を避ける方法は2つしかない。毒に対する免疫か、逃げる事自体を諦めるかである。加えて、Vistaniの民は秘密の解毒剤を知っており、それを飲むと閉ざされた境界の影響を受けなくなる。この霧はバロヴィアの村にも永久に立ち込める。
ストラードの呪いとは、バロヴィアの絶対的な支配者であるにもかかわらず、一世代に一度、Tatyanaの生まれ変わりだと信じている女性に出会うというものである。彼は毎回彼女に言い寄るが、自分の破滅が再現され、その女性は必ず死んでしまう。ストラードは、おそらくダークロードの中で最も立ち向かいにくい相手だろう。彼の死霊術の腕は非常に高く、一種の"スーパーゾンビ"を生み出した。透明なものを見ることができ、トロルのように再生し、切断されても戦い続ける。ストラードは過去に少なくとも2人のダークロードと戦わなければならなかった。リッチのAzalin Rexと、デス・ナイトのソス卿である。
ソスがバロヴィアにいた時、ストラードはソスがレイヴンロフト城に到着した瞬間に、ソスの力が真に彼に匹敵することを悟った。ストラードの手下の軍勢はソスの前に倒れ、ソスによる混乱と損害はストラードすら動揺させた。ストラードはソスが愛する地にさらなる損害をもたらすことを恐れ、バロヴィアからソスを追い出すために、彼が探していた裏切り者の家来カラドックを差し出さなければならなかった。『Ravenloft Campaign Setting』が開発された時、『Ravenloft II』の出来事は後付け設定により、ストラードは人間の錬金術師に変装し、モジュールの結末で死ぬことはなくなった。

## 評価
ストラードは『ドラゴン』誌の最終号でD&D史上最高の悪役の一人に選ばれた。ストラードは、2018年のScreen Rantの「Dungeons & Dragons: The 15 Most Powerful Villains, Ranked」で、冒頭で紹介される。スコット・ベアードは 「最も象徴的または重要な悪役であれば、ほぼ間違いなくトップ」としながらも、「ヴァンパイアである以上、各クラスの強力な対ゾンビ攻撃など、ストラードを倒せる方法が数多くあり、同リストの他の悪役よりはるかに簡単に倒せる」としている。ストラードはGame Rantの2020年版の「10 Must-Have NPCs In Dungeons & Dragons Lore To Make Your Campaigns Awesome」の8位にランクインしており、「魅力的な悪役であるストラード伯爵は、その狡猾で予測不能、そして冷酷な性質から、すぐにお気に入りの悪役になるだろう」としている。
『SLUG Magazine』誌のヘンリー・グラシーンは、「『Ravenloft』がリリースされるまで、ほとんど全てのアドベンチャー・モジュールは、プレイヤー・キャラクターの勇気と忍耐力を試すための、罠やモンスターとの遭遇を並べただけのものだった。[中略]ヒックマン夫妻は、このような一見ランダムなキャンペーンの性質にうんざりしており、深く複雑な悪役に憧れていた。そこで、彼らはストラード・フォン・ザロヴィッチ伯爵を考案した。今日に至るまで、彼はD&Dで最もよく書かれ、最も興味深い悪役の一人である。彼はプレイヤーを翻弄し、不死と闇の力の可能性で誘惑する。しかし、彼はまた自らの歪んだ野心に苦しみ、致命的な傲慢さが彼を駆り立て、支えている。彼は複雑でまったく好感の持てる悪役であり、それこそが彼を非常に危険な存在にしている」と評している。
CBRのアリ・デイヴィッドは、「D&Dの多元宇宙を構成する多くの世界のあらゆる巨悪の中で、ストラード・フォン・ザロヴィッチ伯爵は永遠に最も恐れられる存在であり続けている。[中略]ストラードは、ドラキュラを模倣しただけの浅薄な存在ではない。彼の邪悪ないたちごっこの裏には、かつての偉大な戦士の傷ついた心がある。彼が悪の道に堕ちたのは、プライド、嫉妬、そして愛が原因だった。にもかかわらず、彼は自分の領域に縛られた囚人であり、暴力の連鎖を繰り返す運命にある。彼の人気がD&Dファンの間で根強いのは、その人間味あふれるバックストーリーによるところが大きい。彼は邪悪な竜神、悪魔のプリンス、ゾンビの魔導師といった悪党のギャラリーの中では、ややユニークな人物である」と書いている。
古いD&Dの小説を再訪するIo9のシリーズで、ロブ・ブリッケンは『Vampire of the Mists』（1991）でのストラードの描写について、「ストラードには、純粋に惹かれる部分がある。それはおそらく、彼が"ドラキュラ"だからだろう。御者のいない馬車、ひとりでに開く扉、図書室と書斎以外古びた城、そのように上品な人物だからだ。」と語っており、「彼は厳密には複雑なキャラクターだが、その複雑さ自体が複雑ではない。」という表現をしている。他に「彼が250年ほども領地を支配しているのに、なぜか誰も彼が吸血鬼と気付かない」と突っ込んでもいる。そしてブリッケンは「興味深いのは、ストラードがレイヴンロフトの主要な悪役ではないということだ。」としてこう語っている。「恐怖の疑似次元界は苦しみと憎しみを糧としており、それは伯爵の陰謀をメタフィクション的に説明する。ストラードは恐怖と苦痛を生み出すための道具であり、そのために滅びることを許されない。主人公は満足いく物語のためにストラードを倒すこともあるが、彼はレイヴンロフト製品を売るために何度も戻ってくることができる。」
『Curse of Strahd』（2016）でのストラードの描写について、GeekDadのローリー・ブリストルは次のように書いている「ストラードは、ホラー・ジャンルの古典的な特徴の多くを持つ何世紀も前の吸血鬼だ。強力な再生能力、コウモリや霧に姿を変える能力、そして3つの伝説的な能力を持つストラードは、あなたが探していた悪夢だ。力、勝利、支配への執着から、彼は"秩序にして悪"の性質を持つ残酷なマスターとなった。しかし、たった一人の真実の愛への情熱が、彼の心をあらゆる場面で彼女の生まれ変わりを求め続けている。彼はパーティを恐れていない。自分の邪悪な目的のために、彼らが自分の領域へ旅立つことは彼の意志なのだから。」
『Dungeons and Dragons: Shadows of the Vampire』（2016年11月）におけるストラードの描写について、Bleeding Coolのギャヴィン・シーハンは「『Shadows of the Vampire』は、このゲームで最も古い悪役の1人、レイヴンロフトの冒険に登場するストラード・フォン・ザロヴィッチを紹介するもので、おそらく我々のお気に入りだろう。まだタイトルにピンと来ていないかもしれないが、ストラードはこの世界における吸血鬼の中の吸血鬼であり、彼にはお決まりのホラー、闇、流血、そしてあなたが闇の軍団に加わらないように夜中に見張りをすることが伴う。ホラーや、ある種のストーリーテリングにつきものの、常に存在する危険が好みなら、この作品はおすすめだ。」

## 関連作品

### 小説とコミック

#### ストラードがメインキャラクター
- I Strahd, Memoirs of a Vampire (1993) by P. N. Elrod, (ISBN 0-517-16592-9)

REPRINTED (Nov. 2006)  (ISBN 1-56076-931-9 ISBN 978-1-56076-931-6)
ストラードがヴァンパイアとなった経緯と、レイヴンロフトの成り立ちを詳述。
- I, Strahd: The War Against Azalin (June 1998), by P. N. Elrod, (ISBN 0-7869-0754-1)

バロヴィアとDarkonの戦争時代に書かれたストラードの日記という体裁。
- Caretaker  A Strahd short story by P. N. Elrod in Tales of Ravenloft (Sept. 1994) edited by en:Brian Thomsen (ISBN 1-56076-931-9 ISBN 978-1-56076-931-6)

賊が自分の領域に侵入してきた時、ストラードがどのように対処するかを詳述。
- Worlds of Dungeons & Dragons #6 (2008), written by  R.A. Salvatore and P. N. Elrod, and illustrated by Juanfran Moyano and Ricardo Sanchez

P・N・エルロッドによって脚色された『Caretaker』は、Devil's Due Publishingから出版されたこのコミックの第2話として発表された。

#### ストラードが登場
- en:Vampire of the Mists (September 1991), by en:Christie Golden, (ISBN 1-56076-155-5)

レイヴンロフト最初の長編小説であり、フォーゴトン・レルムとの間に明確なつながりが示された。
- en:Knight of the Black Rose (December 1991), by en:James Lowder, (ISBN 1-56076-156-3)

恐怖の疑似次元界を舞台に、ドラゴンランスのソス卿に焦点が当てられる。
- Dungeons and Dragons: Shadows of the Vampire (November 2016), written by en:Jim Zub, and illustrated by Max Dunbar and Nelson Daniel (ISBN 1-63140-766-X)

ストラードが主要な悪役となる。
- Dungeons & Dragons: Days of Endless Adventure (March 2020), written by Jim Zub, and illustrated by Max Dunbar, Sarah Stone, Nelson Daniel, and Netho Diaz (ISBN 978-1-68405-275-2)

Collected editionには以下のミニシリーズが含まれる。『The Legends of Baldur's Gate』、『Shadows of the Vampire』、『Frost Giant's Fury』
- Ravenloft: Heir of Strahd (May 2025), by en:Delilah S. Dawson, (ISBN 9780593599778)

主要な悪役としてストラードが登場。

### RPGのモジュール、ソースブック
- Hickman, Tracy; Hickman, Laura (1983). Ravenloft. TSR. ISBN 0-88038-042-X
- Hickman, Tracy; Hickman, Laura; Cook, David "Zeb"; Grubb, Jeff; Johnson, Harold; Niles, Douglas (1986). Ravenloft II: The House on Gryphon Hill. TSR. ISBN 0-88038-322-4
- Nesmith, Bruce; Hayday, Andria (1990). Ravenloft: Realm of Terror. TSR. ISBN 0-8803-8853-6
- Connors, William; Nesmith, Bruce (1992). Forbidden Lore. TSR. ISBN 1-56076-354-X
- Nesmith, Bruce (1992). From the Shadows. TSR. ISBN 1-56076-356-6
- Haddock, Eric; David Wise (1993). Roots of Evil. TSR. ISBN 1-56076-597-6
- Nesmith, Bruce; Hayday, Andria; Connors, William (1994). Ravenloft Campaign Setting. TSR. ISBN 1-56076-942-4
- Connors, William; Miller, Steve (1997). Domains of Dread. TSR/Wizards of the Coast. ISBN 0-7869-0672-3
- Cermak, Andrew; John Mangrum; Andrew Wyatt (2001). Ravenloft Campaign Setting (3rd ed.). Arthaus. ISBN 1-58846-075-4
- Cermak, Andrew; John Mangrum; Andrew Wyatt (2001). Secrets of the Dread Realms. Arthaus. ISBN 1-58846-076-2
- Cermak, Andrew; John Mangrum; Chris Nichols; Andrew Wyatt (2002). Ravenloft Gazetteer Volume I. Arthaus. ISBN 1-58846-080-0
- Mangrum, John; Campbell, Brian; Hollar, Carla; Lilavivat, Rucht; Pryor, Anthony; Woodworth, Peter; Wyatt, Andrew (2003). Ravenloft Dungeon Master's Guide. Arthaus. ISBN 1-58846-084-3
- Cordell, Bruce; Eytan Bernstein; James, Brian; Laws, Robin; Snead, John (2008). Open Grave: Secrets of the Undead. Wizards of the Coast. pp. 224. ISBN 978-0-7869-5069-0[リンク切れ]
- Jeremy Crawford, en:Laura Hickman, Tracy Hickman, Adam Lee, Christopher Perkins, Richard Whitters (2016). en:Curse of Strahd. Wizards of the Coast. ISBN 978-0786965984